# 西巴丹島

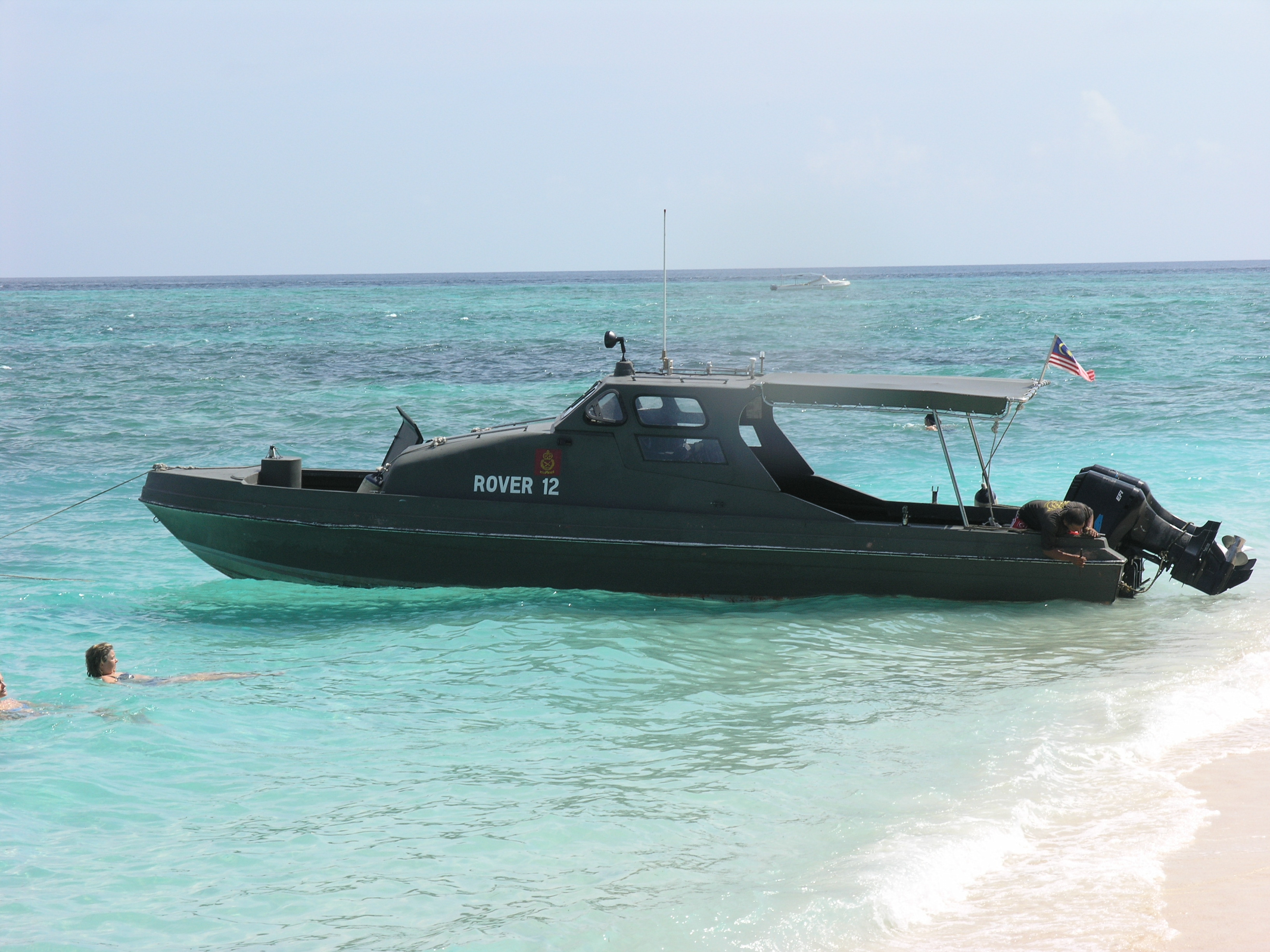
於西巴丹島的軍事船艦，用以保護旅客的安全

4°6′52.86″N 118°37′43.52″E / 4.1146833°N 118.6287556°E
西巴丹岛是馬來西亞沙巴州著名島嶼，以優美的自然景觀及潛水環境聞名世界。，是马来西亚唯一的大洋岛，岛屿面积约4万平方米，从600米深的海底直接伸出海面。
西巴丹岛在马来西亚成立前后即作为法定“鸟类禁猎区”予以保护。2009年沙巴州元首根据《公园法（1984年）》将该岛陆域部分（即全岛，约13.5公顷）公布为“西巴丹岛公园”；2015年环岛海域及珊瑚礁（约1万6846.5公顷）也经公告划入公园范围。
2002年，海牙国际法庭就马来西亚、印度尼西亚两国对该岛和利吉丹岛主权争议一案判决两岛归属马来西亚。2000年4月，菲律賓恐怖組織阿布沙耶夫在該島制造綁架事件，共绑架了21人，包括10個遊客及11個渡假村員工，人質被帶到棉蘭老島，其後全部獲釋。
2021年4月13日，馬來西亞國盟政府在一場关于1963年马来西亚协定（MKMA63）特别委员会的会议中，宣布將西巴丹島的行政管轄權完全轉交給沙巴州政府，並將有關該島的管理權至于1959年《保护区和保护面積法令》的保護之下，由沙巴公園监督，但安全保障仍由中央联邦政府負責管辖。。